# Never Too Far
"Never Too Far" é uma canção gravada pela artista musical estadunidense Mariah Carey para sua primeira trilha sonora e oitavo álbum de estúdio, Glitter (2001). Foi escrito e produzido por ela e Jimmy Jam e Terry Lewis. A música foi lançada como o segundo single do álbum em 23 de outubro de 2001, pela Virgin Records. A música é uma balada de ritmo médio que liricamente lida com o coração partido. "Never Too Far" foi usado no single de caridade "Never Too Far/Hero Medley", que combina o primeiro verso da música com uma versão regravada do primeiro verso e a ponte do single anterior de Carey "Hero" (1993) .
O single não teve muito impacto nas paradas americanas; no entanto, alcançou o top 40 no Reino Unido e na Austrália, como parte de um lado A duplo com "Don't Stop (Funkin' 4 Jamaica)". Uma edição de rádio de "Never Too Far" é lançada e encontrada como a faixa de abertura do lançamento da música. Carey não conseguiu filmar um videoclipe para o single, pois estava se recuperando de um problema de saúde. Em vez disso, um vídeo foi criado usando uma cena tirada diretamente do filme Glitter, onde Billie Frank (interpretada por Carey) canta a música no Madison Square Garden durante um show. Carey promoveu o medley "Never Too Far/Hero" através de apresentações ao vivo no Radio Music Awards de 2001, e no seu especial de TV A Home For The Holidays With Mariah Carey e 18 anos depois em sua Caution World Tour.

## Antecedentes
Em abril de 2001, Carey assinou um contrato de gravação de US$ 100 milhões com a Virgin Records (EMI Records). Após a liberação de Glitter — seu primeiro álbum sob o novo selo — e o filme de mesmo nome, Carey embarcou em uma curta campanha promocional de promoção ao projeto. Em 19 de julho de 2001, Carey fez uma aparição surpresa no programa Total Request Live (TRL) da MTV. Ela saiu do estúdio de gravação do programa, empurrando um carrinho de sorvete enquanto usava uma camisa grande demais. Aparentemente ansiosa e excessivamente entusiasmada, Carey começou a distribuir barras de sorvete individuais para fãs e convidados do programa, enquanto acenava para a multidão lá embaixo na Times Square, enquanto se divergia em um monólogo divagante sobre terapia. Carey então caminhou até a plataforma de Daly e começou um striptease, na qual ela tirou a camisa para revelar um conjunto amarelo e verde apertado, levando-o ao apresentador exclamar; "Mariah Carey perdeu a cabeça!".
Após outras aparições nas quais sua publicitária Cindy Berger disse que a cantora "não estava pensando claramente", em 26 de julho, ela foi hospitalizada, alegando "exaustão extrema" e "colapso físico e emocional". Após sua indução em um hospital em Connecticut, Carey permaneceu internada e sob cuidados do médico, durante duas semanas, seguido de uma ausência prolongada de promoção do álbum. No entanto, sua gravadora começou a promover "Never Too Far" como o segundo single da trilha sonora, mas Carey não foi capaz de promovê-lo devido à recuperação de seu colapso. A música foi lançada em 23 de outubro de 2001.

## Composição
"Never Too Far" é uma balada de tempo médio. A música foi escrita e produzida por Carey, Jimmy Jam e Terry Lewis; foi lançado como o segundo single de seu primeiro álbum de trilha sonora, Glitter (2001). Incorporando a sonoridade de vários instrumentos musicais, incluindo violão, piano e órgão. De acordo com as partituras publicadas no Musicnotes.com por Alfred Music Publishing, a música é definida em tempo comum com um ritmo moderado de 60 batidas por minuto. É composto na clave de Dó maior com alcance vocal de Carey que vai da nota baixa de D3 até a nota alta de Ab5. O refrão da música tem uma progressão básica de acordes Gsus2–G–G/F–Em7–G/D–C-G/B–Am7. Descrita como uma "canção de amor contemporânea e de ritmo lento", a letra da música dizia "Muito doloroso para falar sobre isso, então eu a seguro / então meu coração pode se consertar e ser corajoso o suficiente para amar de novo", falando de emoções sentida pelo protagonista do filme. "Never Too Far" apresenta "uma cama de cordas sintetizadas, bateria suave e violão ao estilo espanhol" como sua instrumentação principal e incorpora notas de violino e teclado antes do primeiro verso. De acordo com Chuck Taylor, da Billboard, Carey canta a letra com "sutileza apreciável, deslizando sem esforço" pela música. Termina com uma nota de 15 segundos que "evoca um suspiro satisfeito".

## Medley
Após o fraco sucesso comercial de Glitter, a outra gravadora de Carey, a Columbia Records, planejava lançar um álbum de compilação de seus maiores sucessos, intitulado Greatest Hits (2001). Como eles tinham mais um álbum para lançar de Carey sob seu antigo contrato, eles começaram a montar o conteúdo para seu lançamento. Embora ainda contratada da Virgin, Carey compôs um single de caridade no qual todos os recursos seriam destinados a ajudar a reconstruir os Estados Unidos, após os ataques terroristas de 11 de setembro de 2001. Consequentemente, ela regravou sua música de 1993 "Hero", e fez uma mistura com "Never Too Far". A música apresenta uma introdução instrumental diferente, e começa com o primeiro verso e coro de "Never Too Far" e se mistura à ponte de "Hero". Vários escritores do medley são creditados, com Carey tendo escrito "Never Too Far" com Jimmy Jam e Terry Lewis, e este último com Walter Afanasieff. Além de Jam e Lewis, Randy Jackson ajudou Carey na produção da música. Em uma entrevista à MTV, Carey descreveu o single e sua concepção:

Comecei a fazer diferentes eventos de caridade, onde fiz uma combinação de 'Never Too Far' e 'Hero'. Nós fizemos isso em um medley e colocamos na mesma clave e fizemos funcionar. As pessoas responderam muito bem a isso. Tem sido interessante para mim, desde os eventos de 11 de setembro, a maneira como as pessoas cantam 'Hero' e até mesmo conversam comigo sobre 'Never Too Far', porque essa música também é sobre perda. Imaginei que seria uma boa coisa fazer isso para colocar os dois no Natal. Há também uma faixa inédita no lado B, chamada 'There for Me', que meio que tem o mesmo sentimento. Os recursos de 'Never Too Far' e 'Hero' e 'There for Me' serão direcionados ao Fundo dos Heróis e beneficiarão as famílias dos policiais, famílias de trabalhadores humanitários.

## Recepção
"Never Too Far" recebeu críticas positivas dos críticos. Chuck Taylor, da Billboard, deu uma crítica positiva a música, chamando-a de "balada cintilante" que mostra a cantora se destacando pelo que a tornou famosa: "cantando uma canção de amor direta, livre de truques, ginástica e tentativas autoconscientes de atingir um determinado grupo demográfico"; ele também disse que "Never Too Far" aliviaria os fãs que acham que Carey estava "confiando mais em amostras e vocalistas convidados recentemente do que em melodias e performances artísticas". Sal Cinquemani, da Slant Magazine, chamou a música de outra balada "xarope-doce" do álbum e que "abriga performances exageradas dignas de "Star Search" (mais do que apropriado, considerando o enredo da época dos anos 80 do filme)". Harry Guerin, da Raidió Teilifís Éireann, escreveu que "Never Too Far" exibiu "seu alcance de quatro oitavas, mas soa mais ou menos como tudo o que ela está comprometida em gravar durante sua carreira". Kara Brown, de Jezabel, a chamou de balada mais forte do álbum. James Salmon, da Dotmusic, sentiu que "não há muito o que você possa realmente dizer. É um número lento com todo o show vocal que você esperaria dela". Um escritor da rede BET incluiu a faixa em sua lista de "singles de Mariah, que mereciam ser a número 1 (mas não chegou lá)", chamando-a de "um destaque absoluto entre uma série de músicas vestidas com roupas dos anos 80".
"Never Too Far" nunca foi lançado nos Estados Unidos. Devido aos horríveis eventos que cercavam os Estados Unidos na época, as estações de rádio começaram a tocar a música antes de sua data oficial de adição à rotação. Não entrou na Billboard Hot 100, chegando ao número cinco no Bubbling Under Hot 100 Singles. Ele também alcançou o número 17 na tabela de componentes da Adult Contemporary. Em todo o mundo, "Never Too Far" foi lançado como lado A duplo com "Don't Stop (Funkin' 4 Jamaica)", e não alcançou o top-quarenta na maioria dos países. No Reino Unido, o lançamento chegou à posição 32. Em contraste, "Never Too Far/Don't Stop (Funkin' 4 Jamaica)" alcançou os números 67 e 65 nos Países Baixos e na Suíça, respectivamente. Conseguiu atingir picos dos números 36 e 16 nos respectivos países Austrália e Espanha. O single duplo do lado A obteve um sucesso moderado nos territórios flamengo e valoniano na Bélgica, atingindo os números 4 e 1, respectivamente, no equivalente às paradas "subindo", registrando músicas logo abaixo das paradas principais. Como single solo, "Never Too Far" obteve fraco desempenho na Alemanha, alcançando o número 97 no German Singles Chart, enquanto na Suécia atingiu o número 56.

## Vídeo musical
Carey não conseguiu filmar um videoclipe para o single; no momento de seu lançamento, ela estava se recuperando de um colapso físico e emocional que a deixou hospitalizada em agosto de 2001 e a levou a cancelar todas as aparições públicas para promover Glitter. Ela disse: "Quando me perguntaram sobre o vídeo, eu disse: 'Não posso fazer isso hoje'. E ninguém poderia aceitar essa resposta. E foi aí que comecei a ficar brava. Estou muito cansada, estou cansada demais, não posso fazê-lo como ser humano. E ninguém ouviu essas duas últimas palavras — ser humano. Eles estavam acostumados com a Mariah que sempre diz: 'Vamos lá, vamos luta, vamos lá. Eles simplesmente não estavam acostumados comigo a dizer não. Eu nunca havia dito não antes". Em vez disso, um vídeo foi criado usando uma cena tirada diretamente do filme, onde Billie Frank (interpretada por Carey) canta a música no Madison Square Garden durante seu primeiro show esgotado. A apresentação de Frank da música no filme omite todo o segundo verso, e o desenvolvimento da música ocorre paralelamente à história de amor do filme.

## Apresentações ao vivo
Embora não tenha promovido "Never Too Far" durante o lançamento, Carey embarcou em uma curta campanha promocional para o medley "Never Too Far/Hero", além de benefícios de caridade para as vítimas dos ataques de 11 de setembro. No Radio Music Awards de 2001, Carey fez sua segunda aparição pública após seu colapso, sendo a primeira uma performance de "Hero" no America: A Tribute to Heroes em 21 de setembro de 2001. Entrando no palco por muito tempo com um vestido de gala preto, Carey tocou o medley ao vivo, seguido de aplausos em pé da platéia. Em 21 de outubro de 2001, um ato beneficente intitulado United We Stand: What More Can I Give foi realizado em Robert F. Kennedy Memorial Stadium em Washington, D.C., acompanhado pelo single de caridade "What More Can I Give", do qual Carey participou. Carey vestiu um vestido preto aberto com um decote e cantou "Never Too Far/Hero", seguido de uma versão ao vivo de "What More Can I Give".
Em 16 de novembro de 2001, Carey gravou um especial intitulado A Home For The Holidays With Mariah Carey, que foi ao ar em 21 de dezembro do mesmo ano. O especial contou com performances adicionais de Destiny's Child, Josh Groban, Enrique Iglesias and Mandy Moore. Carey abriu o especial, com uma performance de "Never Too Far/Hero", enquanto usava um vestido de gala vermelho. Além do medley, Carey cantou "I'll Be There" e "Reflections (Care Enough)", também um single de Glitter. 18 anos depois, Carey incluiu "Never Too Far" em um medley em sua Caution World Tour.

## Créditos e pessoal
Créditos do Glitter adaptados das notas principais do álbum.
| - Mariah Carey – composição, produção, vocais, vocais de apoio - James Harris III – composição, produção - Terry Lewis – composição, produção - Lee Blaske – arranjos de cordas - Kuy-Young Kim – violino - Leslie Shank – violino - John Kennedy – violino - Brenda Mickens – violino - Carolyn Gunkler – violino - Michal Sobieski – violino - David Mickens – violino | - Alice Preves – viola - Tamas Stresser – viola - Sarah Lewis – violoncelo - Pitnary Chin – violoncelo - Gutav Highstein – Corne inglês - Xavier Smith – Pro Tools, assistente - Dana Jon Chappelle – engenharia - Steve Hodge – mixagem - Patrick Webber – assistente - Troy Gonzales – assistente |

## Formatos e listas de faixas
CD single Europeu
1. "Never Too Far" (Edit)
2. "Don't Stop (Funkin' 4 Jamaica)" (com participação de Mystikal)

CD maxi-single Australiano/Europeu
1. "Never Too Far" (Edição)
2. "Don't Stop (Funkin' 4 Jamaica)" (com participação de Mystikal)
3. "Loverboy" (Drums Of Love)
4. "Never Too Far" (Vídeo)

## Desempenho nas paradas de sucesso
| Tabela musical (2001)                         | Melhor posição |
| --------------------------------------------- | -------------- |
| Alemanha (Official German Charts)             | 97             |
| Austrália (ARIA)                              | 36             |
| Bélgica (Ultratip Bubbling Under de Flandres) | 4              |
| Bélgica (Ultratip Bubbling Under da Valônia)  | 1              |
| Espanha (PROMUSICAE)                          | 16             |
| Itália (FIMI)                                 | 22             |
| Países Baixos (Single Top 100)                | 67             |
| Portugal (Portuguese Singles Chart)           | 20             |
| Reino Unido (UK Singles Chart)                | 32             |
| Suécia (Sverigetopplistan)                    | 56             |
| Suíça (Schweizer Hitparade)                   | 65             |